# Volby prezidenta Republiky Slovinsko 2002
Volby prezidenta Republiky Slovinsko se konaly ve dvou kolech: první proběhlo 10. listopadu 2002, druhé 1. prosince 2002. Ve druhém kole byl zvolen dosavadní premiér Janez Drnovšek. Volební účast v prvním kole byla 72,07 %, ve druhém 65,39 %.

## Volební výsledky

### 1. kolo
| Kandidát           | Počet hlasů | Procenta |
| ------------------ | ----------- | -------- |
| Janez Drnovšek     | 508 014     | 44,39 %  |
| Barbara Brezigar   | 352 520     | 30,80 %  |
| Zmago Jelinčič     | 97 178      | 8,49 %   |
| France Arhar       | 86 836      | 7,59 %   |
| France Bučar       | 37 069      | 3,24 %   |
| Lev Kreft          | 25 715      | 2,25 %   |
| Anton Bebler       | 21 165      | 1,85 %   |
| Gorazd Drevenšek   | 9 791       | 0,86 %   |
| Jure Jurček Cekuta | 6 184       | 0,54 %   |

### 2. kolo
| Kandidát         | Počet hlasů | Procenta |
| ---------------- | ----------- | -------- |
| Janez Drnovšek   | 586 847     | 56,52    |
| Barbara Brezigar | 451 372     | 43,48    |